# Riutanluoto (ö i Villmanstrand)
Riutanluoto är en ö i Finland. Den ligger i sjön Saimen och i kommunen Taipalsaari i den ekonomiska regionen  Villmanstrands ekonomiska region  och landskapet Södra Karelen, i den södra delen av landet, 210 km nordost om huvudstaden Helsingfors. Öns area är 0,6 hektar och dess största längd är 200 meter i öst-västlig riktning.